# اورنج جولیوس
اورنج جولیوس (انگلیسی: Orange Julius) شرکت نوشیدنی آمریکایی است، که در سال ۱۹۲۶ توسط جولیوس فرید تأسیس شد.